# Ophionomima solocifemur
Ophionomima solocifemur là một loài ruồi trong họ Asilidae. Ophionomima solocifemur được Enderlein miêu tả năm 1914. Loài này phân bố ở miền Ấn Độ - Mã Lai.